# 山口有紗
山口 有紗（やまぐち ありさ、1984年〈昭和59年〉 - ）は、日本の医師（小児科）、医学者（小児科学）。学位はMaster of Public Health（ジョンズ・ホプキンズ大学）。社会福祉法人子どもの虐待防止センター職員。旧姓は阿部（あべ）。
東京大学医学部附属病院小児科、国立研究開発法人国立成育医療研究センターこころの診療部、内閣官房こども家庭庁設立準備室などに勤務した。

## 概要
静岡県出身の医師であり、小児科を専門とする。東京大学での勤務を経て、国立成育医療研究センター、子どもの虐待防止センターに医師として勤め、内閣官房においてはこども家庭庁発足に関する準備に従事した。

## 来歴

### 生い立ち
1984年（昭和59年）に生まれ、静岡県浜松市にて育った。中学校在学中に体調を崩し、鬱、自傷行為、家庭内暴力、摂食障害のために入院した。高等学校においても不登校となり、中途退学した。アメリカ同時多発テロ事件に衝撃を受け、それをきっかけにグレートブリテン及び北アイルランド連合王国に渡り、インド人病院にてボランティアに従事した。2年後に日本国に帰国し、京都府で暮らす。しかし、学歴がネックとなり就職に苦労する。ホステスとして生計を立てつつ、児童養護施設でボランティアに従事しながら、大学入学資格検定に合格する。立命館大学に進学し、国際関係学部に在籍した。在学中は勉学に励み、特待生となる。特に開発協力について学んでおり、その一環として約30か国・地域を巡った。立命館大学を卒業し、学士（国際関係学）の学位を取得した。卒業後は社会問題に関わりたいと考えていたが、最終的に医師への道を志す。山口大学の医学部に編入し、医師国家試験に合格する。

### 医師として

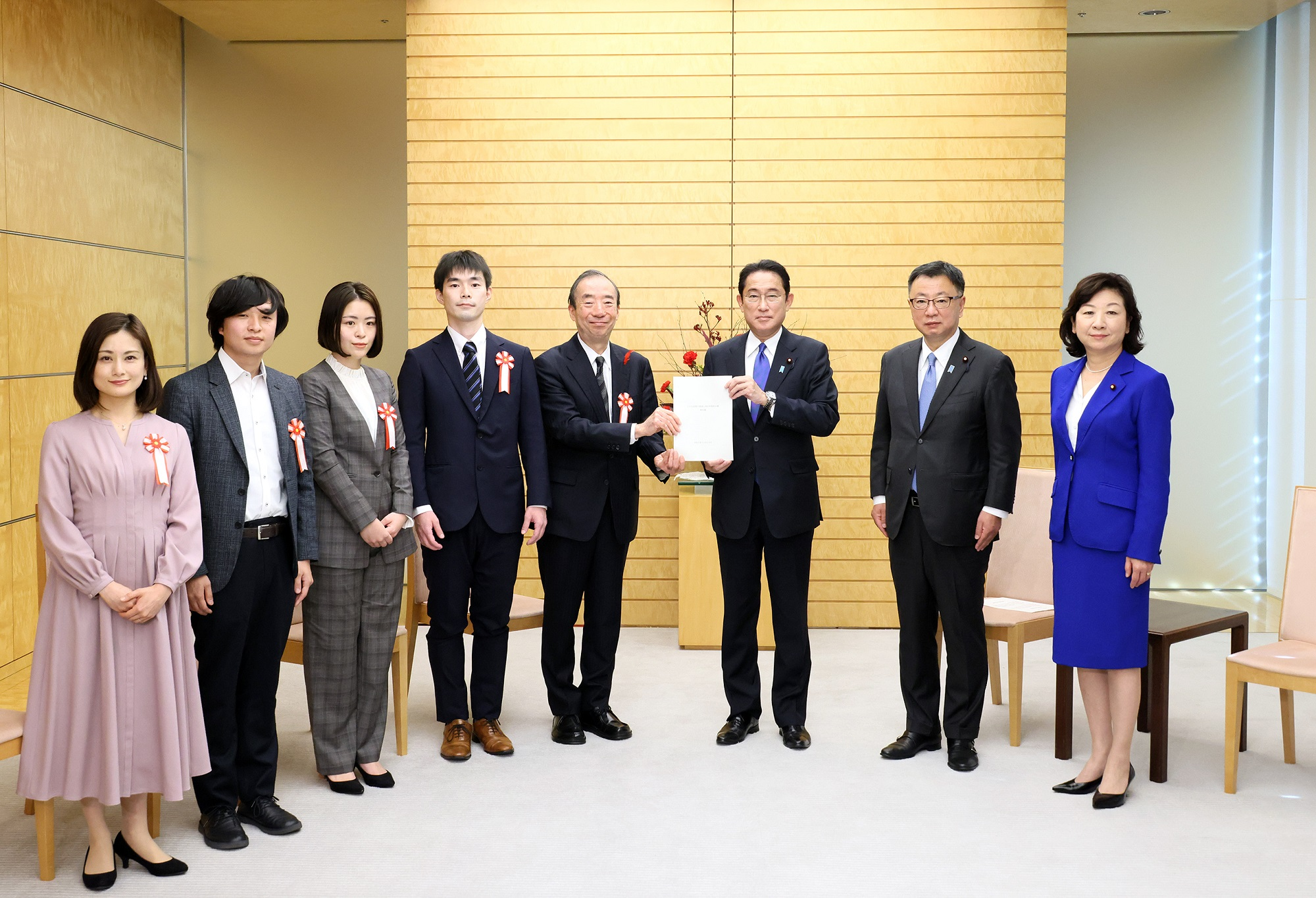
2021年11月29日、総理大臣官邸にて内閣総理大臣岸田文雄（右から3人目）、内閣官房長官松野博一（右から2人目）、内閣府特命担当大臣（少子化対策担当）野田聖子（右端）、内閣官房こども政策の推進に係る有識者会議座長清家篤（右から4人目）、臨時構成員川瀬信一（左から4人目）、櫻井綾乃（左から3人目）、土肥潤也（左から2人目）と

2年間の初期臨床研修では、小児科を重点的に演習しつつ内科なども回った。東京大学の医学部に設置されている附属病院にて、2014年（平成26年）4月より小児科に勤務した。厚生労働省が所管する国立研究開発法人である国立成育医療研究センターに転じ、こころの診療部に勤務した。さらに社会福祉法人である子どもの虐待防止センターに転じ、児童相談所や一時保護所での相談業務に従事している。なお、古巣である国立成育医療研究センターでは臨床研究員を兼任していた。その傍ら、ジョンズ・ホプキンズ大学のブルームバーグ公衆衛生大学院における修士課程で学び、Masterの学位を取得した。
そのほか、公職も多く兼任していた。内閣官房の懇談会であるこども政策の推進に係る有識者会議においては、2021年（令和3年）より臨時構成員を兼任していた。2022年（令和4年）7月、内閣官房のこども家庭庁準備室においても室員を兼任することになり、政策に関するアドバイザーとして、こども準備庁の発足に携わった。こども家庭庁発足後は、2023年（令和5年）4月より非常勤でアドバイザーを務めている。

## 専門・研究
小児科専門医、子どものこころ専門医、といった専門医に認定されている。しかし、小児科の医師として勤務する中で、どこまで自分が子供のことを理解できているのか疑問を感じ、専門分野にしか目が届いておらず全体像が見えていないと考えるようになる。また、保育士や学校の教員の友人と話した際に、同じような思いを抱いていたと知る。そこで、これらの専門家が自らの取り組みについて説明したり互いの悩みを語り合ったりする場が必要と思い立ち、こども専門家アカデミーを設立した。
『Pediatrics International』に発表した「The coronavirus disease 2019 pandemic and the rights of the child in Japan」が評価され、小児医学研究振興財団アワード（欧文誌）が授与された。

## 人物
目標
これまでの自身の経験から「何度もトライできる社会を世界中で作る」を目標としている。
山口大学での活動
山口大学に在学中は、国際医療研究会に所属していた。
在学中の2011年に東北地方太平洋沖地震が発生し、それにともない東日本大震災が引き起こされた。これを受け、大学の春休みを利用して被災地でボランティアに取り組んだが、ボランティアを受け入れる被災地側の負担が高まっていると感じていた。その後、学生の間で話し合うなかで「ボランティアバス」を使えば被災地の負荷が減らせるとの案が出た。そこで、宇部市役所にはたらきかけ、学生や宇部市役所の職員などがボランティアバスに同乗して被災地に入り支援するという活動に取り組んだ。

## 家族・親族
父も医師であった。

## 略歴
- 1984年 - 誕生[1][2]。
- 2014年 - 東京大学医学部附属病院小児科医師[2]。
- 2021年 - 内閣官房こども政策の推進に係る有識者会議臨時構成員[9]。
- 2022年 - 内閣官房こども家庭庁準備室室員[3]。
- 2023年 - こども家庭庁アドバイザー[3]。

## 賞歴
- 2023年 - 小児医学研究振興財団アワード（欧文誌）[12]。

## 著作

### 論文等
- 山口有紗・下田木の実・三牧正和稿「インフルエンザ罹患後に発症し、良好な経過をたどったKleine-Levin症候群の12歳女児」『小児科臨床』68巻9号、総合医学社、2015年9月、1737-1743頁。ISSN 0021-518X
- 山口有紗ほか稿「発達障害を主訴とし、代理ミュンヒハウゼン症候群との類似性があった育児困難の2症例」『小児の精神と神経』58巻2号、日本小児精神神経学会、2018年7月、141-146頁。ISSN 0559-9040
- 山口有紗稿「行動の問題をもつ子どもを支え・育てる」『小児の精神と神経』60巻2号、日本小児精神神経学会、2020年、191頁。ISSN 0559-9040
- 山口有紗稿「拡大する母子保健――母子保健と社会――働く家族を支える母子保健」『小児内科』52巻12号、東京医学社、2020年12月1日、1822-1825頁。ISSN 0385-6305
- 山口有紗稿「こどものことをもっと知ろう――不登校」『LiSA』28巻1号、医学書院、2021年1月1日、27-29頁。ISSN 1340-8836
- 山口有紗稿「子どもたちがつくる町――大阪・西成の子育て支援」『小児の精神と神経』61巻2号、日本小児精神神経学会、2021年、148頁。ISSN 0559-9040
- 山口有紗稿「『助けて』の代わりに自分を傷つけてしまう心理――『自分でなんとかしなくては』から『言葉にならないままつながれる』への転換」『こころの科学』226号、日本評論社、2022年11月、15-21頁。ISSN 0912-0734
- 山口有紗稿「コロナとともに生きる子どものこころ――輪とレジリエンスの視点から」『心と社会』54巻1号、日本精神衛生会、2023年、8-13頁。ISSN 0023-2807
- 山口有紗稿「こどものことをもっと知ろう――自閉スペクトラム症」『LiSA』30巻8号、医学書院、2023年8月1日、900-903頁。ISSN 1340-8836

### 註釈
1. ↑  立命館大学は、国際関係学部国際関係学科を卒業した者に対して学士（国際関係学）の学位を授与している[7]。